# Thétonion

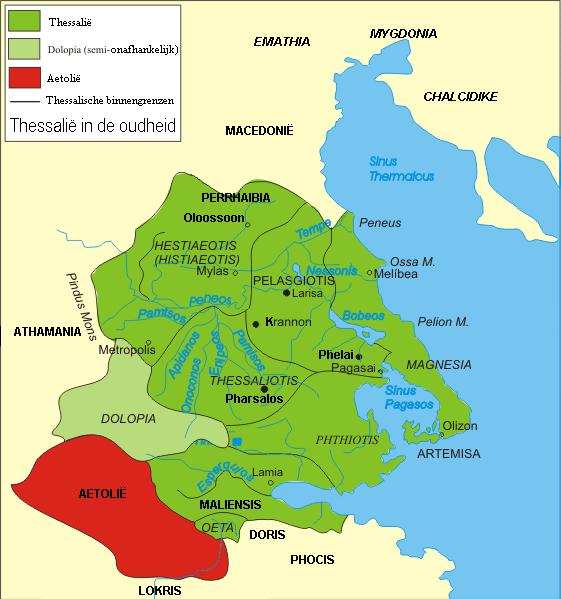
Carte de la Thessalie et de l'Étolie, la Thessaliotide est située au centre de la Thessalie

Thétonion ou Thetonium (en grec ancien : Θητώνιον), également appelée Théton (Θητών), est une polis et une polis antique de Thessaliotide en Thessalie.

## Histoire
La ville est mentionnée dans une inscription datée entre 450 et 425 av. J.-C. Cette inscription est le plus ancien texte où l'on trouve le titre de tagos thessalien. Il s'agit d'un décret honorifique pour un certain Sotêr de Corinthe. Le tagos en fonction à Thétonion est indiqué comme le responsable du respect des conditions de ce décret,. Dans le même texte, il apparaît également que Thétonion dispose d'un ὑλωρός, une sorte de conservateur et de surveillant des zones rurales et boisées,.
Son emplacement se trouve sur un site appelé Kypritsi près de la moderne Gefiria.